# ナタ (小惑星)
ナタ (1086 Nata) は、小惑星帯に位置する小惑星。1927年8月25日、セルゲイ・ベリャフスキーとニコライ・イワノフがクリミア天体物理天文台で発見した。
ロシアの女性名ナタリアの呼び名である「ナタ」に因んで名付けられた。